# Розенталь, Том (музыкант)
Том Розенталь (англ. Tom Rosenthal; род. 26 августа 1986, Лондон) — английский певец и композитор. Его музыка была описана как «короткие, мастерски обработанные поп-песни».

## О музыке
На сегодняшний день Том выпустил 7 альбомов, все они самостоятельно выпущены на его собственном лейбле Tinpot Records, начиная с Keep a Private Room Behind the Shop в 2011 году и заканчивая Zz-Sides в 2023 году. Его песни были прослушаны более 200 миллионов раз на Spotify, а его музыкальные клипы собрали более 80 миллионов просмотров на YouTube. В настоящее время работы Тома публикуются издательством Universal Music Publishing Group.
Музыка Тома обычно сопровождается музыкальными клипами с разнообразным стилем. Музыкальные клипы на песни «A Thousand Years», «As Luck Would Have It», «I Like It When You Are Gone», «Lead Me To You» и «Fenn» в своё время попали в выборку Vimeo Staff Picks. Клип на песню «Watermelon» был включен Huffington Post в топ-30 музыкальных клипов 2014 года. В клипе на песню «Lights are on But Nobody's Home» роль сыграла британский комик Джози Лонг. Некоторые клипы Тома были сняты при поддержке фанатов по принципу краудсорсинга: так в клипе «Hugging You» используются видео человеческих объятий, а в «Just As» — видео родителей и бабушек/дедушек. Он написал ряд песен о людях и спорных событиях, например, «I'm Yohan Blake» (о Йохане Блейке и его спортивной карьере против Усэйна Болта), «Hey Luis Don’t Bite Me» (об инциденте с укусом Луиса Суареса), «Melania» (о первой леди Мелании Трамп), а также рождественскую песню-поздравление для Джеффа Безоса «Dear Mr Amazon Lady» (совместно с The Michalaks).
Треки Тома «Forgets Slowly», «Lights on But Nobody's Home» и «Take Care» можно услышать в эпизоде «Alo» сериала «Молокососы». «Go Solo» был использован в саундтреке немецкого фильма «Мёд в голове» (2014), документального фильма «Kid Poker» (2015), документального фильма NFL «Hard Knocks» и трейлера фильма «Феликс и Мейра». «Go Solo» и «I Want You in My Dreams» включены в саундтрек отмеченного наградами художественного фильма «Where We're Meant to Be». "It's OK" звучала в трейлерах фильмов «Комета» (2014), «Анестезия» (2014) и «Одиссея» (2016). С 2016 по 2018 год его песни «It’s OK» и «Woes» звучали в сериале «Соседи».
Том также написал ряд саундтреков для короткометражных фильмов и рекламных роликов.
Том выпускал серию влогов из десяти серий с 10 марта 2016 года по 19 апреля 2016 года. В видео были показаны как и живые выступления, так и семья и друзья Тома. Финальный выпуск включал интервью с комиком и актером Томом Розенталем. Он начал вторую серию влогов 13 августа 2017 года, которая закончилась 29 декабря 2017 года.
Свой первый концерт Том отыграл в Старой Церкви святого Панкратия 13 марта 2019 года с последующим туром по Европе и концертом в Союзной Часовне. Том продолжал давать концерты в Великобритании и Европе в 2020 году, пока тур не был приостановлен ввиду эпидемии коронавируса.

## Личная жизнь
В настоящее время он живет с художницей вывесок Беллой Пейс и их двумя дочерьми Бесс (прозвище Болу) и Фенн в Лондоне.
В возрасте 4 лет дочь Розенталя Фенн сочинила песню «Dinosaurs in Love», которая стала вирусным хитом 2020 года и интернет-сенсацией.

## Дискография

### Альбомы
| Название                            | Детали                                                                                         |
| ----------------------------------- | ---------------------------------------------------------------------------------------------- |
| Keep a Private Room Behind the Shop | - Дата выхода: 10 октября 2011 - Лейбл: Tinpot Records - Форматы: CD, цифровая загрузка        |
| Who's That in The Fog?              | - Дата выхода: 25 октября 2013 - Лейбл: Tinpot Records - Форматы: CD, цифровая загрузка, винил |
| Bolu                                | - Released: 10 April 2015 - Label: Tinpot Records - Formats: CD, digital download, 12" vinyl   |
| Fenn                                | - Дата выхода: 26 мая 2017 - Лейбл: Tinpot Records - Форматы: CD, цифровая загрузка, винил     |
| Z-Sides                             | - Дата выхода: 26 октября 2018 - Лейбл: Tinpot Records - Форматы: CD, цифровая загрузка, винил |

### EP
| Title                      | Детали                                                                             |
| -------------------------- | ---------------------------------------------------------------------------------- |
| The Pleasant Trees         | - Дата выхода: 14 марта 2014 - Лейбл: Tinpot Records - Формат: цифровая загрузка   |
| The Pleasant Trees, Vol. 2 | - Дата выхода: 25 декабря 2015 - Лейбл: Tinpot Records - Формат: цифровая загрузка |
| The Pleasant Trees, Vol. 3 | - Дата выхода: 13 мая 2016 - Лейбл: Tinpot Records - Формат: цифровая загрузка     |
| Don’t Die Curious          | - Дата выхода: 30 марта 2018 - Лейбл: Tinpot Records - Формат: цифровая загрузка   |

### Сборники
| Title                                 | Детали                                                                                     |
| ------------------------------------- | ------------------------------------------------------------------------------------------ |
| B-Sides                               | - Дата выхода: 29 апреля 2013 - Лейбл: Tinpot Records - Формат: цифровая загрузка          |
| The Pleasant Trees (Volumes 1, 2 & 3) | - Дата выхода: 13 мая 2016 - Лейбл: Tinpot Records - Форматы: CD, цифровая загрузка, винил |